# Josef Mareš (poslanec Národního shromáždění)
Josef Mareš (17. října 1885 Vídeň – 12. dubna 1945 Terezín) byl československý politik, meziválečný poslanec Národního shromáždění za Československou sociálně demokratickou stranu dělnickou, dlouholetý starosta Znojma.

## Biografie
Navštěvoval základní školy v Heralticích a Okříškách, pak v letech 1901–1905 německé gymnázium ve Znojmě. Poté šel studovat na Právnickou fakultu Vídeňské univerzity, odkud přešel na Univerzitu Karlovu v Praze, kde získal v roce 1914 titul doktor práv. Během první světové války narukoval na balkánskou frontu, odkud se po zranění vrátil.
Už před válkou byl aktivní v českém menšinovém hnutí ve Znojmě. Po skončení války se začal věnovat politice. Jako člen ČSSD stál 30. října 1918 u zrodu národního výboru ve Znojmě. V lednu 1919 se pak stal členem městské rady a 23. června 1920 byl zvolen starostou Znojma a stal se tak prvním etnickým Čechem v této funkci. Tím byl zvolen znovu v letech 1924 a 1929. Ač stoupenec národnostní politiky, potýkal se Mareš ve funkci starosty jazykově smíšeného města s konflikty se znojemskými Němci. Při sčítání lidu 1921 prý prosazoval, aby kdokoli, kdo vzešel z české matky nebo českého otce byl považován za Čecha, což ve Znojmě s četnými smíšenými manželstvími působilo problém. Byl také obviňován z potlačování německého školství. Jako starosta Znojma prosazoval výstavbu sociálních bytů, které vyrostly v dnešním Marešově a v Jarošově ulici. V roce 1935 již ve volbách zvítězila SdP. České strany spolu s německou sociální demokracií uzavřely koalici, ale kvůli odporu opozice se Mareš již nestal starostou Znojma. Tím byl po dlouhých jednáních zvolen další sociální demokrat Valentin Skurský. Kromě starostenského postu byl Mareš i vrchním ředitelem městské spořitelny, místopředsedou správní rady Jihomoravské banky a členem správní rady Brněnské banky.
Za první republiky patřil mezi významné funkcionáře sociálně demokratické strany na jižní Moravě. V letech 1924–1938 působil jako člen ústředního výkonného výboru strany.
V parlamentních volbách v roce 1929 získal za sociální demokraty poslanecké křeslo v Národním shromáždění. Mandát obhájil v parlamentních volbách v roce 1935. Poslanecký post si oficiálně podržel do zániku parlamentu roku 1939, přičemž krátce předtím ještě v prosinci 1938 přestoupil do nově vzniklé Národní strany práce.
V letech 1928–1938 byl také členem Moravskoslezského zemského zastupitelstva a zemského výboru moravskoslezského.
Podle údajů z roku 1935 byl profesí advokátem a starostou města Znojmo. Od roku 1919 byl samostatným advokátem ve Znojmě.
Po obsazení Znojma v důsledku mnichovské dohody odešel do Brna a Jihlavy, kde pracoval jako advokát. Celkem třikrát byl zatčen gestapem – nejdříve v červnu 1939 na tři měsíce, pak v srpnu 1941 na měsíc. Potřetí byl zatčen 28. srpna 1944 a převezen do Malé pevnosti koncentračního tábora v Terezíně, kde 12. dubna 1945 zemřel.
V dubnu 1925 se oženil s Aloisií Šaškovou. Páru se v roce 1932 narodil syn Ivo. 